# Robert de Chaury
Robert de Chaury (auch Robert de Chauncy) († unsicher: 3. Oktober 1278) war ein englischer Geistlicher. Ab 1257 war er Bischof von Carlisle.

## Herkunft und Aufstieg als Höfling
Über Roberts Herkunft ist wenig bekannt. Er war ein unehelicher Sohn und nannte sich wohl nach Chawreth in Essex. 1243 erhielt er wegen seiner unehelichen Herkunft einen päpstlichen Dispens, damit er geistliche Ämter übernehmen durfte. 1244 gehörte er zum Haushalt von Königin Eleonore von der Provence. 1249 stieg er zum Comptroller of the Queen’s Wardrobe auf, womit er mit für die Finanzen des königlichen Haushalts verantwortlich wurde. 1255 wurde er Chamberlain of the Exchequer, damit bekleidete er ein hohes Amt im Schatzamt. Für seine Dienste erhielt er zahlreiche Pfründen vor allem in Wiltshire und Somerset, darunter vor Januar 1257 das Amt des Archidiakons von Bath. Als Günstling von König Heinrich III. war er ein Kandidat als Bischof für eine vakante Diözese, doch seine Ernennung zum Bischof der nordenglischen Diözese Carlisle kam dennoch überraschend.

## Bischof von Carlisle

### Wahl zum Bischof
Nach dem Tod von Bischof Thomas de Vipont im Oktober 1256 hatte das Kathedralkapitel von Carlisle zunächst Robert de St Agatha, den Archidiakon von Northumberland zum Bischof gewählt. Dieser lehnte jedoch Ende 1256 die Wahl ab, worauf wohl auf Druck des Königs Robert de Chaury zum Bischof gewählt wurde. Sewal de Bovill, der Erzbischof von York versuchte, Chaurys Wahl zu verhindern und schlug stattdessen seinen Kanzler John Gervase als Bischof vor. Chaury wandte sich daraufhin an Papst Alexander IV., der seine Wahl bestätigte. Am 29. September 1257 wurden Chaury die Temporalien übergeben und am 14. April 1258 wurde er in Bermondsey zum Bischof geweiht.

### Verhältnis zu den englischen Königen
Als Bischof besaß Chaury weiter die Gunst des Königs, gegen den sich 1258 eine Adelsopposition erhoben hatte. Chaury begleitete den König Ende 1259 nach Frankreich, wo dieser den Vertrag von Paris schloss. Anschließend reiste Chaury weiter nach Rom, wo er Angelegenheiten seiner Diözese regelte. Im Oktober 1263 war er in London, wo er wohl am Parlament teilnahm, und als es 1264 zum offenen Zweiten Krieg der Barone kam, gehörte er zum Gefolge des Königs, als dieser nach der Schlacht von Lewes in der Gewalt der rebellischen Barone war. Nach dem Sieg der königlichen Partei in der Schlacht von Evesham im August 1265 behielt Chaury weiter die Gunst des Königs. Am 13. Oktober 1269 nahm er an der Weihe von Westminster Abbey teil. 1270 übernahm er das Amt des Sheriffs von Cumberland, das er bis Mai 1272 ausübte. Damit war er einer der wenigen Bischöfe des späten 13. Jahrhunderts, die ein Sheriffsamt ausübten. Der König dankte ihm für seine Dienste, indem er Chaury mit Wildbret und Holz aus den königlichen Forsten bedachte. Dazu wurden im Januar 1271 die Rechte der Diözese Carlisle bestätigt. Zum neuen König Eduard I., der nach dem Tod von Heinrich III. 1272 seinem Vater nachfolgte, hatte Chaury jedoch ein schlechteres Verhältnis. Richard de Crepping, sein Nachfolger als Sheriff beschuldigte ihn, dass er seine Vasallen hindern würde, dem neuen König die Treue zu schwören. Vielleicht deshalb besaß Chaury nie die Gunst von Eduard I., der ihm 1278 die Rechte an der Kirche von Rothbury in Northumberland entzog. Dadurch verlor Chaury etwa ein Fünftel seiner Einkünfte.

### Wirken als Bischof
Chaury hielt den alten, aber vergeblichen Anspruch der Diözese Carlisle aufrecht, die Oberhoheit über die Diözese Glasgow zu besitzen. Als Bischof verwaltete er seine Diözese gewissenhaft. Er bemühte sich, gemäß den Beschlüssen des vierten Laterankonzils von 1215 weitere Kirchenreformen umzusetzen und erließ nach Vorbild der Diözese Bath und Wells die ersten bekannten Diözesanstatuten von Carlisle. Diese regelten Heiraten, den Zehnten und Nachlässe. Dazu war Chaury auf die Wahrung seiner Rechte und dem Erhalt der Besitzungen der Diözese bedacht. 1258 führte er eine Visitation des Kathedralkapitels von Carlisle durch, worauf der Prior zurücktrat. Als der mächtige Thomas of Multon, Lord of Gilsland Lanercost Priory besetzte, protestierte Chaury energisch, ebenso als 1275 Mühlen des Priorats von Wetheral beschädigt wurden. Nach zwanzigjähriger Amtszeit starb er Anfang Oktober 1278. Er wurde in der Kathedrale von Carlisle beigesetzt. 